# Премия Хелены Уорнер
Премия Хелены Уорнер по астрономии (англ. Helen B. Warner Prize for Astronomy) — награда Американского астрономического общества, присуждается ежегодно молодому (в возрасте до 36 лет, либо не позднее 8 лет назад получившему степень Ph.D) астроному за выдающиеся достижения в наблюдательной или теоретической астрономии.

## Лауреаты премии Хелены Уорнер
- 1954: Мейнел, Эден
- 1955: Хербиг, Джордж Хауэрд
- 1956: Джонсон, Гарольд Лестер
- 1957: Сэндидж, Аллан Рекс
- 1958: Уолкер, Мерл
- 1959: Элинор Бербидж, Джефри Бербидж
- 1960: Арп, Хэлтон Кристиан
- 1961: Д. У. Чемберлен
- 1962: Крафт, Роберт Пол[англ.]
- 1963: Бурке, Бернард[англ.]
- 1964: Шмидт, Мартен
- 1965: Престон, Джордж[нем.]
- 1966: Джаккони, Риккардо
- 1967: Демарк, Пьер
- 1968: Лоу, Фрэнк[англ.]
- 1969: Сарджент, Уоллес
- 1970: Бакал, Джон
- 1971: Келлерманн, Кеннет
- 1972: Джереми Острайкер
- 1973: Каррузерс, Джордж[англ.]
- 1974: Михалас, Димитри
- 1975: Палмер, Патрик, Цукерман, Бен[англ.]
- 1976: Стром, Стивен
- 1977: Шу, Фрэнк
- 1978: Шрамм, Дэвид[англ.]
- 1979: Дэвидсен, Артур
- 1980: Джосс, Пол
- 1981: Пресс, Уильям Генри
- 1982: Роджер Блэндфорд
- 1983: Тримейн, Скотт[англ.]
- 1984: Тёрнер, Майкл
- 1985: Коуи, Леннокс
- 1986: Уайт, Саймон
- 1987: Уиздом, Джек[англ.]
- 1988: Бегельман, Митчел
- 1989: Кайзер, Николас
- 1990: Вишняк, Этан[англ.]
- 1991: Кулкарни, Шривинас[англ.]
- 1992: Бертцингер, Эдмунд[англ.]
- 1993: Хоули, Джон Ф.
- 1994: Сперджел, Дэвид
- 1995: Финни, Э.Стерл
- 1996: Адамс, Фред[англ.]
- 1997: Стейдел, Чарльз
- 1998: Камионковски, Марк
- 1999: Билдстен, Ларс
- 2000: Ху, Уэйн[фр.]
- 2001: Селджак, Урош[англ.]
- 2002: Рисс, Адам
- 2003: Залдарьяга, Матиас[англ.]
- 2004: Холцапфел, Уильям
- 2005: Рейнольдс, Кристофер
- 2006: Сари, Рэем
- 2007: Сара Сигер
- 2008: Кветерт, Элиот[англ.]
- 2009: Гауди, Скотт[англ.]
- 2010: Рэнсом, Скотт
- 2011: Фурланетто, Стивен
- 2012: Форд, Эрик
- 2013: Крумхольц, Марк
- 2014: Хирата, Крис[англ.]
- 2015: Рут Муррей-Крей[англ.]
- 2016: Филипп Хопкинс
- 2017: Чарли Конрой
- 2018: Ясин Али-Хаимуд
- 2019: Jo Bovy
- 2020: Наоз, Смадар[англ.]
- 2021: Доусон, Ребека[англ.]
- 2022: Brett McGuire
- 2023: Ana Bonaca
- 2024: Carl Rodriguez